# Тиховодова, Кристина Александровна
Кристина Александровна Тиховодова (бел. Крысціна Аляксандраўна Ціхаводава) — белорусская футболистка, полузащитница российского клуба Звезда-2005. Выступала за женскую сборную Белоруссии по мини-футболу.

## Клубная карьера
Воспитанница клуба «Минск», первым тренером был Юрий Расолька. Чемпион Белоруссии, обладатель Кубка и Суперкубка Белоруссии 2021 и 2022 гг. в составе «Динамо-БГУФК».
В январе 2023 года подписала контракт с пермской «Звездой-2005». Первый матч в Суперлиге провела 11 марта 2023 года против казанского «Рубина». Первый гол забила 22 апреля в ворота команды «Рязань-ВДВ».